# 新黎巴嫩
新黎巴嫩（英語：New Lebanon）是位于美国纽约州哥伦比亚县的一个镇，地处哥伦比亚县东北角、奥尔巴尼东南24英里，建于1818年。2010年美国人口普查时，该镇有2305人。20号美国国道与22号纽约州州道在此交汇。